# Kentarō Miyawaki
Kentarō Miyawaki (jap. 宮脇健太郎, Miyawaki Kentarō; * 21. Juli 1978 in Hakuba) ist ein ehemaliger japanischer Snowboarder. Er startete in der Halfpipe.

## Werdegang
Miyawaki nahm im Februar 1999 in Asahikawa erstmals am Snowboard-Weltcup der FIS teil, wobei er den 11. Platz errang. Nach Platz 33 in Whistler zu Beginn der Saison 1999/2000, holte er in Berchtesgaden seinen einzigen Weltcupsieg und belegte mit vier weiteren Top-Zehn-Platzierungen, darunter Platz drei in Innichen, den zehnten Platz im Halfpipe-Weltcup. In der Saison 2000/01 kam er bei den Snowboard-Weltmeisterschaften 2001 in Madonna di Campiglio auf den 25. Platz und im Weltcup auf den 16. Platz im Halfpipe-Weltcup. Dabei errang er in Tignes den zweiten Platz. In der folgenden Saison absolvierte er dort seinen 17. und damit letzten Weltcup, welchen er auf dem fünften Platz beendete und belegte bei seiner einzigen Teilnahme an Olympischen Winterspielen im Februar 2002 in Salt Lake City den 29. Platz.

## Erfolge

### Olympische Spiele
- 2002 Salt Lake City: 29. Platz Halfpipe

### Weltmeisterschaften
- 2001 Madonna di Campiglio: 25. Platz Halfpipe

### Weltcupsiege
| Nr. | Datum           | Ort           | Disziplin |
| --- | --------------- | ------------- | --------- |
| 1.  | 15. Januar 2000 | Berchtesgaden | Halfpipe  |

### Weltcupwertungen
| Saison    | Gesamt | Gesamt | Halfpipe | Halfpipe |
| Saison    | Punkte | Platz  | Punkte   | Platz    |
| --------- | ------ | ------ | -------- | -------- |
| 1998/99   | 35     | 127.   | 280      | 52.      |
| 1999/2000 | 268    | 39.    | 2952     | 10.      |
| 2000/01   | 139    | 60.    | 1250     | 16.      |
| 2001/02   | –      | –      | 500      | 44.      |